# Jack Reacher (bokserie)
Jack Reacher är namnet på en thrillerbokserie som följer den före detta militärpolisen med samma namn, skapad av den brittiske thrillerförfattaren Lee Child.
Seriens nionde och artonde bok, Prickskytten och Ingen återvändo, har filmatiserats med Tom Cruise i huvudrollen och hade premiär 2012 respektive 2016. Seriens första bok, Dollar, släpptes som första säsongen i en tv-serie om 8 avsnitt, 2022. Säsong två i serien är baserad på boken Trubbel och började visas i slutet av december, 2023. Säsong tre i serien är baserad på Dubbelspel och kommer ha premiär den 20 februari 2025.

## Böcker i serien
Notera att listan nedan är sorterad efter i vilken ordning böckerna publicerades, men tabellen kan sorteras om i alfabetisk ordning eller i den ordningen som handlingen är.
| Svensk utgåva         | Svensk utgåva | Ursprunglig utgåva   | Ursprunglig utgåva | Ordning i handlingen |
| Titel                 | År            | Titel                | År                 | Ordning i handlingen |
| --------------------- | ------------- | -------------------- | ------------------ | -------------------- |
| Dollar                | 2000          | Killing Floor        | 1997               | 5                    |
| Gisslan               | 2000          | Die Trying           | 1998               | 6                    |
| Bränd                 | 2002          | TripWire             | 1999               | 7                    |
| Besökaren             | 2003          | The Visitor          | 2000               | 8                    |
| Hetta                 | 2004          | Echo Burning         | 2001               | 9                    |
| Livvakten             | 2005          | Without Fail         | 2002               | 10                   |
| Dubbelspel            | 2006          | Persuader            | 2003               | 11                   |
| Fienden               | 2007          | The Enemy            | 2004               | 1                    |
| Prickskytten          | 2007          | One Shot             | 2005               | 12                   |
| Misstaget             | 2008          | The Hard Way         | 2006               | 13                   |
| Trubbel               | 2009          | Bad Luck and Trouble | 2007               | 14                   |
| Inget att förlora     | 2009          | Nothing to Lose      | 2008               | 15                   |
| Det ögat inte ser     | 2010          | Gone Tomorrow        | 2009               | 16                   |
| 61 timmar             | 2011          | 61 Hours             | 2010               | 17                   |
| Värt att dö för       | 2011          | Worth Dying For      | 2010               | 18                   |
| Dold identitet        | 2012          | The Affair           | 2011               | 4                    |
| Lögner                | 2013          | A Wanted Man         | 2012               | 19                   |
| Ingen återvändo       | 2014          | Never Go Back        | 2013               | 20                   |
| Personligt            | 2015          | Personal             | 2014               | 21                   |
| Tvinga mig            | 2016          | Make Me              | 2015               | 22                   |
| Under radarn          | 2017          | Night School         | 2016               | 3                    |
| Midnattslinjen        | 2018          | The Midnight Line    | 2017               | 24                   |
| En annan tid          | 2019          | Past Tense           | 2018               | 24                   |
| På fiendens mark      | 2020          | Blue Moon            | 2019               | 25                   |
| Vaktposten            | 2021          | The Sentinel         | 2020               | 26                   |
| Hellre död än levande | 2022          | Better Off Dead      | 2021               | 27                   |
| Konspirationen        | 2023          | No Plan B            | 2022               | 28                   |
| Det åttonde namnet    | 2024          | The Secret           | 2023               | 2                    |
| Ingen väg ut          | 2025          | In too deep          | 2024               | 29                   |

### Fotnoter
1. ↑  Andersson, Jan-Olov (4 januari 2013). ”Underhållande thriller som är lätt bortglömd”. Aftonbladet. http://www.aftonbladet.se/nojesbladet/film/recensioner/article16016221.ab. Läst 14 december 2014.
2. ↑  Brander, Maria (20 oktober 2016). ”Filmrecension av Jack Reacher: Never go back med Tom Cruise”. Expressen. https://www.expressen.se/noje/recensioner/film/jack-reacher-never-go-back/. Läst 16 oktober 2017.
3. ↑  Freeman-Mills, Max (24 juli 2023). ”Information om Reacher, säsong 2.”. Pocket-Lint. https://www.pocket-lint.com/sv-se/tv/nyheter/amazon/160870-reacher-sasong-tva-amazon-prime-release-date-trailers-story/. Läst 21 augusti 2023.